# パオロ・ルベルティ
パオロ・ルベルティ（Paolo Ruberti, 1975年4月22日 - ）は、イタリアのレーシングドライバー。

## 経歴
ルベルティは、フォーミュラシリーズに移る前に、生まれ故郷のイタリアでカートからキャリアをスタートさせた。 2008年、ルベルティはBMSスクーデリア・イタリアからル・マン24時間レースに初出場した。キャリアを順調に積み重ねていた2016年、ホッケンハイムリンクでのテスト中事故で腰椎を骨折する怪我を負い、同年のル・マン24時間レースは、出場することはできなかった。怪我から復帰後初のレースとなった2016年のニュルブルクリンク6時間レースでは、クラス2位で完走し、復活をアピールした。 2017年、ルベルティはマンフレディ・ラベットと共同で、スクーデリア・ラベット＆ルベルティというレーシングチームを設立した。 
2019年は、コデワのLMP1チームに参加してFIA 世界耐久選手権の後半2レースに参加した。同年ルベルティは北米のランボルギーニ・スーパートロフェオにも出場し、このレースを主戦場とした。8月のバージニア・インターナショナル・レースウェイでは初優勝を果たしている。 

## レース成績

### ル・マン24時間レース
| ル・マン24時間レース 結果 | ル・マン24時間レース 結果          | ル・マン24時間レース 結果                             | ル・マン24時間レース 結果   | ル・マン24時間レース 結果 | ル・マン24時間レース 結果 | ル・マン24時間レース 結果 | ル・マン24時間レース 結果 |
| 年                        | チーム                             | コ・ドライバー                                        | 使用車両                    | クラス                    | 周回                      | 順位                      | クラス 順位               |
| ------------------------- | ---------------------------------- | ----------------------------------------------------- | --------------------------- | ------------------------- | ------------------------- | ------------------------- | ------------------------- |
| 2008年                    | BMSスクーデリア・イタリア          | マッテオ・マルーセリ ファビオ・バビーニ               | フェラーリ・F430 GT2        | GT2                       | 318                       | 22位                      | 2位                       |
| 2009年                    | BMSスクーデリア・イタリア          | マッテオ・マルーセリ ファビオ・バビーニ               | フェラーリ・F430 GT2        | GT2                       | 327                       | 19位                      | 2位                       |
| 2012年                    | チーム・フェルバメイヤー・プロトン | ジャンルカ・ローダ クリスチャン・リード               | ポルシェ・911 GT3-RSR       | GTE Am                    | 222                       | DNF                       | DNF                       |
| 2013年                    | プロトン・コンペティション         | ジャンルカ・ローダ クリスチャン・リード               | ポルシェ・911 GT3-RSR       | GTE Am                    | 300                       | 35位                      | 8位                       |
| 2014年                    | 8スター・モータースポーツ          | ジャンルカ・ローダ フランキー・モンテカルヴォ         | フェラーリ・458イタリア GT2 | GTE Am                    | 330                       | 23rd                      | 4位                       |
| 2015年                    | ラルブル・コンペティション         | ジャンルカ・ローダ クリスチャン・ポールセン           | シボレー・コルベット C7.R   | GTE Am                    | 94                        | DNF                       | DNF                       |
| 2019年                    | バイコレス・レーシングチーム       | トム・ディルマン オリバー・ウェッブ                   | ENSO CLM P1/01-ギブソン     | LMP1                      | 163                       | DNF                       | DNF                       |
| 2020年                    | アイロン・リンクス                 | セルジオ・ピアネッツォーラ クラウディオ・スチアボーニ | フェラーリ・488 GTE Evo     | GTE Am                    | 331                       | 37位                      | 11位                      |
| 2021年                    | アイロン・リンクス                 | ラファエル・ジャンマリア クラウディオ・スチアボーニ   | フェラーリ・488 GTE Evo     | GTE Am                    | 335                       | 30位                      | 5位                       |